# Турець Володимир Григорович
Туре́ць Володи́мир Григо́рович (31 травня 1945 р., с. Курилівці, Жмеринський район — 8 червня 2012 р., смт Козин, Обухівський район) — український співак. Народний артист Української РСР (1988).

## Біографія
Народився 31 травня 1945 р., в селі Курилівцях на Вінниччині.
У 1971 р. Закінчив Київську консерваторію (клас В. Козерацького). Будучи студентом консерваторії, отримує запрошення працювати в Українському народному хорі ім.Г.Верьовки.
37 років працював солістом уславленого Академічного українського народного хору ім. Г. Верьовки.
З 2000 — професор, викладач вокалу інституту музичного виховання Свентокшиського університету ім. Яна Кохановського в м. Кельцях, Республіка Польща.
Турець Володимир Григорович проживав у м. Києві. Одружений, мав сина та двох онуків. Дружина — Турець Валентина Антонівна 1949 року народження. Син — Турець Владислав Володимирович 1981 року народження. Онуки Тарас та Богдан, 2007 року народження.

## Творчий шлях
У репертуарі співака — класична музика, українські народні пісні, романси, твори О. Білаша, П. Майбороди, І. Шамо та інших, які стали улюбленими для багатьох слухачів не лише в Україні, а й за її межами.
Про творчий шлях співака знято телефільм «Таємниця любові» та музичний телефільм «Барви України».
Записано декілька компакт-дисків: «Пісня для тебе…», «Рідна земле моя».

## Нагороди
- Лауреат літературно-мистецької премії ім. Д. Луценка «Осіннє золото».